# Pantalla LED
'Aquest article està dedicat a les pantalles electròniques amb tecnologia de LEDs, on cada píxel és un LED.

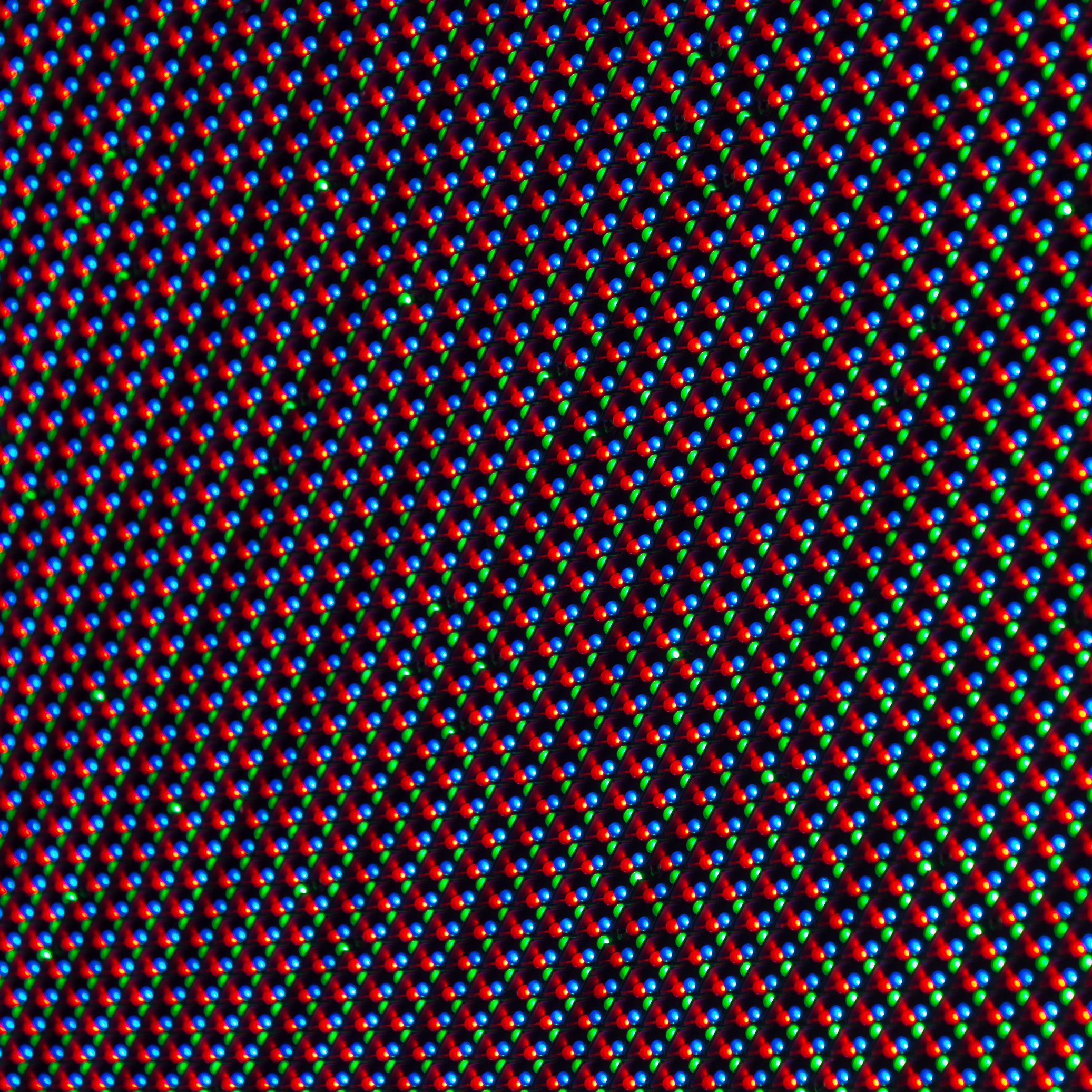
Vista detallada d'una pantalla LED amb una matriu de díodes vermells, verds i blaus

Una Pantalla de LED és un dispositiu electrònic compost per LEDs, que pot mostrar dades, informació, imatges, vídeos, etc.. als espectadors propers a la mateixa, es caracteritza per estar compost per díodes emissors de llum o LEDs (sigles angleses)
Aquest tipus de pantalles no han de ser confoses amb les pantalles LCD o Plasma amb Il·luminació de fons amb LEDs, emprats actualment en ordinadors portàtils, monitors i televisors. On les últimes esmentades, contenen LEDs, però solament com a il·luminació de fons (o backlight en anglés), amb la finalitat d'augmentar la lluentor, la nitidesa, el contrast, etc.., d'aquests equips amb aquesta excel·lent tecnologia. (exceptuant les tecnologies OLED i AMOLED).
La pantalla electrònica de LEDs forma els píxels mitjançant mòduls o panells de LEDs (díodes emissors de llum), ja siguin monocromàtics (LEDs d'un sol color), Bicolor (LEDs de dos colors) o Policromátics: aquests últims estan formats amb LEDs RGB (Roig, Verd i Blau, els colors primaris de la paleta de colors de monitors, pantalles o projectors).
Aquests LEDs formen píxels, que permeten compondre caràcters, textos, imatges i fins i tot vídeo, depenent de la complexitat de la pantalla i el dispositiu de control.
Les adaptacions més freqüents per a les pantalles de LEDs són: displays indicadors, informatius, publicitaris i d'alta resolució de vídeo a tot color per a concerts, finalitats publicitàries, projectes arquitectònics, teatres, actes públics, etc.. S'adapten a la perfecció especialment per a ús en intempèrie o per a ús interior, per raó de la seva gran resistència, maniobrabilitat, simplicitat per aconseguir la dimensió desitjada de pantalla, omissió de separacions entre les unions de mòduls o panells, una vida útil molt superior, facilitat per al seu manteniment, etc..
En pantalles de LEDs amb píxels RGB s'obté una paleta de colors, a través de la mescla o combinació de la llum, per així obtenir un desplegament de milions o trilions de colors al que pot arribar qualsevol projector, televisor o monitor convencional

## Usos principals

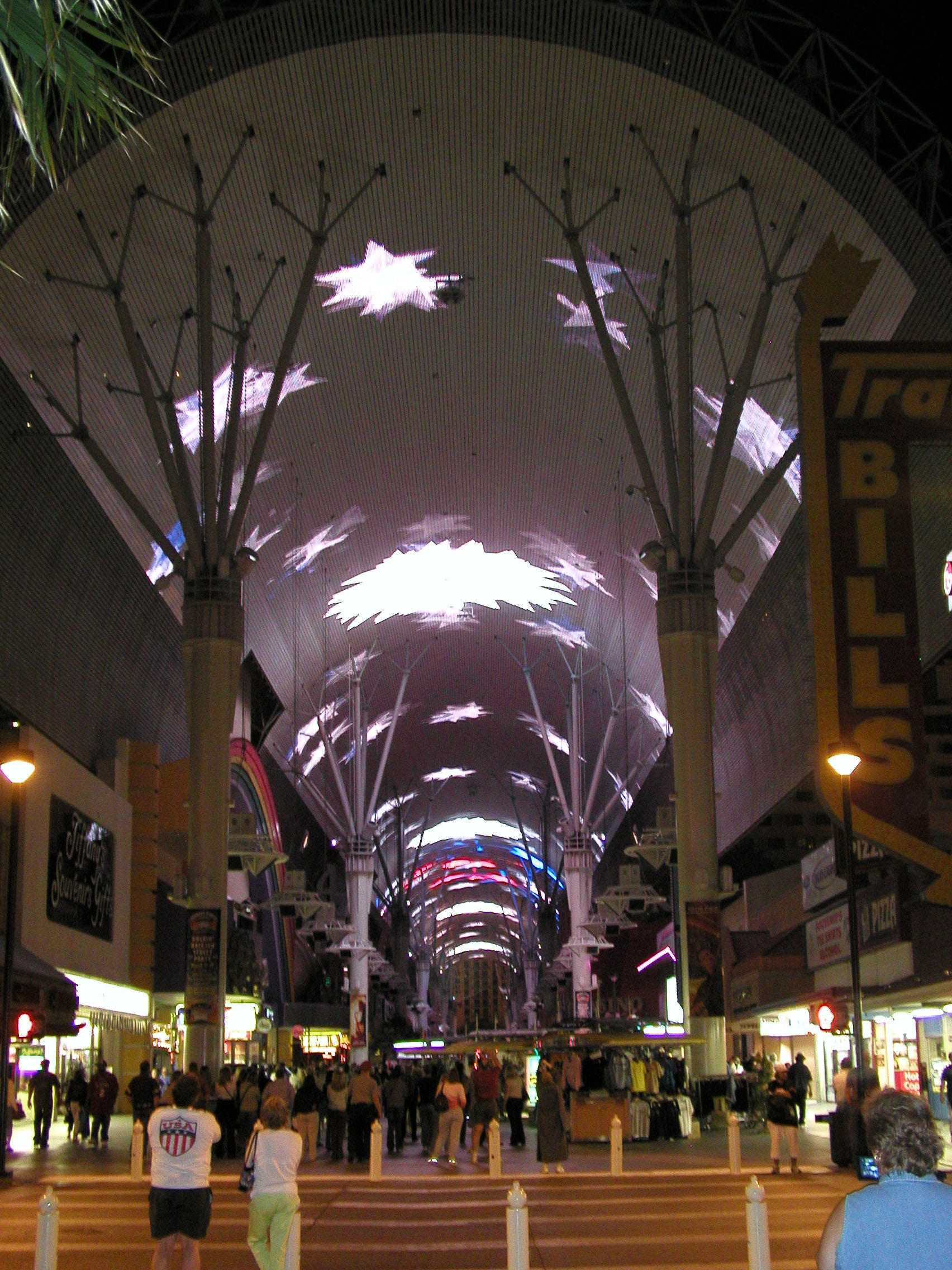
Pantalla LED de 1500 ft al Fremont Street Experience (centre de Las Vegas, Nevada) és actualment la més gran del món.

L'ús de pantalles de LEDs s'ha estès i massificat en l'actualitat. Es destaquen per mostrar informació i publicitat visible des de grans o petites distàncies.
En comparació dels rètols publicitaris o els cartells estàtics, les pantalles de LEDs ofereixen un dinamisme i avantguarda per a un mitjà d'informació més ràpid, fàcil de substituir i atractiu per als espectadors.
El sistema de control de les pantalles de LEDs es pot realitzar d'una forma centralitzada (XARXA local amb cable UTP CAT5 o CAT6 per a major confiabilitat de transmissió de dades) o a distància (amb fibra òptica, xarxa sense fil o control 3G o 4G).
També és possible destacar l'ús de pantalles gegants de tecnologia LED policromáticas d'alta resolució, amb vídeo a tot color en actes multitudinaris, on és impossible tenir una bona visió del que succeeix: concerts, mítings, actes públics, competicions, estadis, etc.
Cal no oblidar els avisos LED decoratius, que en moltes ocasions formen part de la pròpia il·luminació del lloc, tals com a discoteques, bars, sòls i parets de pistes de ball, centres comercials,...

### Pantalles Gegants de LED
Les pantalles gegants de LEDs comunament es fabriquen d'una forma modular (diversos mòduls per conformar la pantalla completa), amb propòsit de facilitar la instal·lació, transport i manteniment. Un Mòdul o Gabinet té certes característiques que se sumen en muntar diversos Mòduls / Gabinets.
Les característiques principals de les pantalles de LEDs, són la distància entre píxels (píxel pitch) (es mesura en mm), el tipus de LEDs (LED DIP Encapsulat oval convencional, SMD amb nova tecnologia els quals es recomanen àmplia ment per a ús interior), la resolució (en funció de la quantitat de píxels i la tecnologia implementada), la potència màxima de consum (watts), la protecció IP (resistència a condicions de l'ambient), qualitat dels LEDs (existeixen bastants tipus i marques) els quals determinessin la vida, lluentor, nitidesa, contrast i confiabilitat de la nostra pantalla.

#### Pantalles gegants de LEDs per a exteriors
La Pantalles gegants de LEDs per a exteriors han de ser protegides contra danys produïdes pel medi ambient: com la calor/freda, la pols, el vent i la pluja.
La protecció s'indica amb un grau per a la part Frontal i un grau per a la part Posterior.(Grau de protecció IP)
Una pantalla amb l'índex d'IP65/IP47, per exemple, està protegida frontal ment contra pols amb el grau 6 i contra pluja amb el grau 5, per la part posterior compta amb una protecció amb un grau de 4 contra pols i grau 7 contra pluja.
La seva resolució (directament relacionada amb la qualitat de la imatge) es mesura a través de la distància entre els seus píxels, mesura en general en mil·límetres. En el cas de les pantalles del tipus real píxel (un LED vermell, un de #blau i un de #verd), en el qual tres LEDs conformen cada píxel, la quantitat de píxels abastada tant en la longitud horitzontal com en la vertical, determinarà la qualitat de la pantalla; exemple: Píxel pitch de 10mm = 1 píxel cada 10mm, amb la qual cosa en 100mm de distància horitzontal o vertical tindríem 10 píxels. De la mateixa forma, amb les pantalles de tipus Tecnologia virtual de píxels (Dos LEDs vermells, un de #blau i un verd), on trobem quatre LEDs per formar un píxel. Aquesta tecnologia de píxels virtuals crea una major densitat de píxels en la pantalla de LEDs, ja que es perceben (davant l'òptica humana) píxels entre centres de píxels. Amb la qual cosa es pot obtenir píxels virtuals (píxels que no existeixen realment, però que es creen entre els centres de píxels reals).

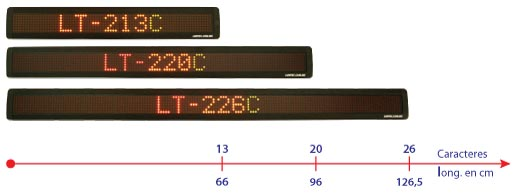
Relació entre la longitud i la quantitat de caràcters alfanumèrics.

### Pantalles Monocromàtiques, Bicolor o Tricolor
Les Pantalles de LEDs Monocromàtiques, Bicolors o Tricolors, són pantalles dedicades a mostrar caràcters alfanumèrics regulars. També poden mostrar gràfics, però de forma limitada. Aquestes pantalles poden estar compostes de LEDs d'un sol color, bicolors o tricolors, que permeten mostrar text, xifres i alguns gràfics de baixa resolució. Es poden implementar en interiors o exteriors.
Per a exteriors aquestes pantalles compten amb LEDs súper brillants per a una llegibilitat adequada a plena llum.

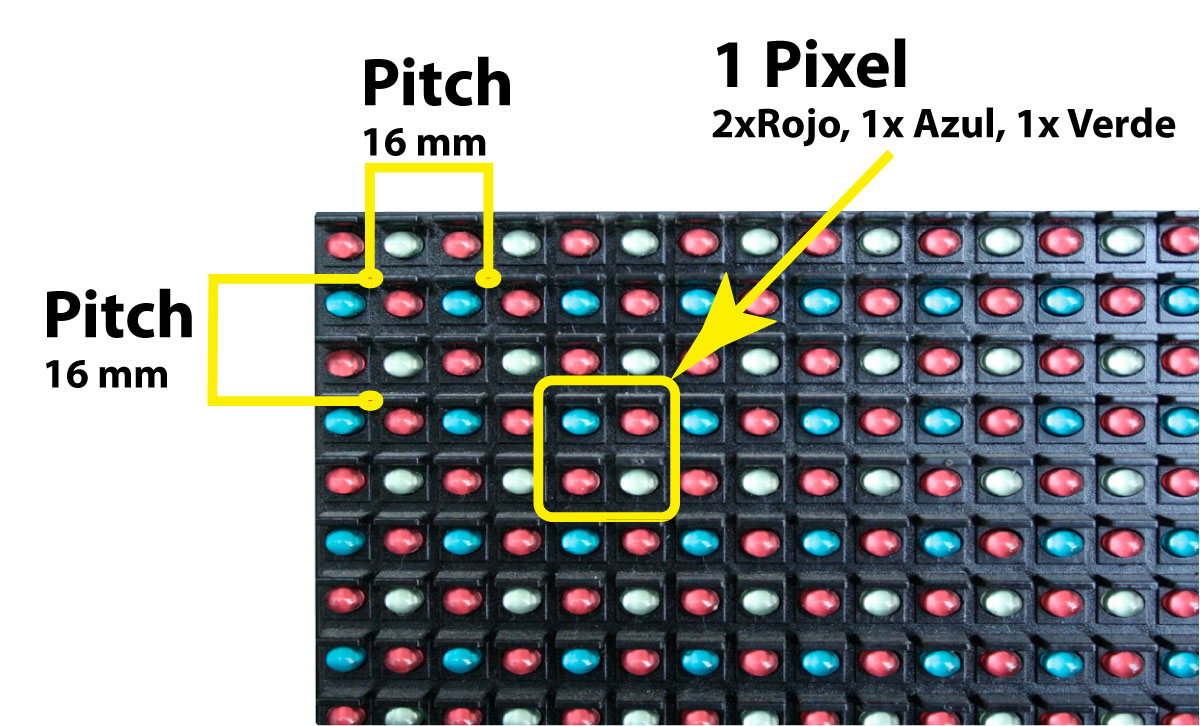
Esquema d'una Pantalla amb un pitch de 16 mm

### Distància entre píxels (pitch)
La distància entre píxels, coneguda també amb la paraula anglesa píxel pitch és la mesura de la distància entre els centres dels píxels d'una pantalla de LEDs. Quan major sigui el píxel pitch, major sera la separació de píxels, ja siguin píxels RGB (Roig, Verd i blau) o siguin píxels d'un sol color, bicolor o tricolor. El píxel pitch també influeix en la distància de visualització, és a dir que quan més petit sigui el píxel pitch, la pantalla es podrà visualitzar de més a prop amb bona qualitat. Això no s'aplica a les pantalles monocromàtiques, bicolor o tricolor, atès que la seva funció principal és mostrar text, xifres o gràfics de baixa resolució, on cada LED és una peça de la matriu.
Se suggereix que les pantalles a tot color comptin amb almenys 49,000 píxels totals, més l'usuari és el que deu optar per un major o menor nombre de píxels depenent de la seva àrea, cas o necessitat. Ja que poden existir casos en què l'usuari no requereixi de molta resolució com en el cas de les pantalles perimetrals a nivell de pista en els estadis de futbol que solament requereixen mostrar textos o logotips a distàncies molt llunyanes a les que les puguin veure els espectadors.
Se suggereix per a una bona resolució el següent:
-Pantalla amb píxel pitch de 2mm per poder visualitzar-se la pantalla bé des de 0.5 metres i cap enrere.
-Pantalla amb píxel pitch de 3mm per poder visualitzar-se la pantalla des d'1 metres i cap enrere.
-Pantalla amb píxel pitch de 4mm per poder visualitzar-se la pantalla des de 2 metres i cap enrere.
-Pantalla amb píxel pitch de 5mm per poder visualitzar-se la pantalla des de 3 metres i cap enrere.
-Pantalla amb píxel pitch de 8mm per poder visualitzar-se la pantalla des de 6 metres i cap enrere.
-Pantalla amb píxel pitch de 10mm per poder visualitzar-se la pantalla des de 8 metres i cap enrere.
-Pantalla amb píxel pitch de 16mm per poder visualitzar-se la pantalla des de 14 metres i cap enrere.
Aquests exemples serien per a observar la pantalla a nivell del sòl, si s'aixeca la pantalla, la distància mínima de visualització seria la més propera.

### Tecnologia modular
El major avantatge que posseeix una pantalla electrònica de LED composta de mòduls amb píxels de LED, és que pot formar-se o construir-se sense cap limit de dimensions. Pot ser molt petita o bé gegant o mega gegant. No existeix limiti en aquestes pantalles per ser modulars. I per tant en ser modulars no existeixen espais entre la unió de mòduls o gabinets de LED, aquestes pantalles es regeixen sobre la base de la grandària del modul que forma els píxels i depenent del píxel pitch (cada fabricant pot tenir la seva pròpia grandària de mòdul o bé la seva mòdul especifico quant a dimensió de longitud i altura), es pot donar el cas en què un fabricant tingui mòduls fabricats en una dimensió especifica per evitar que la competència ho reemplaci, ja que cada mòdul es fabrica en sèrie i mitjançant motlle especific. Aquests mòduls es troben en tota mena de presentacions o varietats, és a dir amb diversos fabricadors de marques de LEDs, diverses intensitats, diverses qualitats i presentacions en DIP o SMD (també existeixen en presentació DOT Matrix, la qual és més costosa que el SMD, però ja no és gaire comuna; se'n va aturar la fabricació pel seu alt cost). Poden ser dissenyats per a interiors, exteriors, per a usos arquitectònics (Flexibles o especials sobre la base dels requeriments) o per a usos específics.
En llocs d'instal·lació on l'ambient és molt agressiu (per exemple prop del mar, on l'aire conté molta pols o sal) es recomana que els mòduls continguin un recobriment de vernís especial, així com les seves fonts d'alimentació i gabinets (en cas de ser d'acer i no d'alumini).